# Miss Brasil 2003
Miss Brasil 2003 foi a 49ª edição do tradicional concurso de beleza feminino de Miss Brasil, válido para a disputa de Miss Universo 2003. Esta edição foi realizada no dia vinte e seis de abril no espaço de eventos "Via Funchal" no estado de São Paulo. A catarinense empossada Miss Brasil 2002 Taíza Thomsen coroou Gislaine Ferreira do Tocantins ao fim da competição. O concurso foi transmitido pela Band, sob a apresentação de um time de atores e jornalistas da Band  e teve como atrações musicais os cantores Fábio Jr, Daniela Mercury e Wanessa.
Após ser coroada, a mineira "Miss Tocantins", Gislaine Rodrigues Ferreira foi acusada de não ter nascido no estado e mesmo assim ter ganho o concurso. O assunto ganhou dimensões na imprensa, que publicaram críticas ao certame. Devido a repercussão nacional, tanto Gislaine quanto o coordenador do concurso na época, Boanerges Gaeta, foram ao programa "Domingo Legal", de Gugu Liberato para esclarecer ao público  que Gislaine realmente não é tocantinense de nascimento, mas que seu pai possui uma fazenda no estado, o que valida sua inscrição.

## Resultados

### Colocações
| Posição                 | Estado e Candidata |
| ----------------------- | --- |
| Vencedora               | - Tocantins - Gislaine Ferreira |
| 2º. Lugar               | - Goiás - Lara Brito |
| 3º. Lugar               | - Pará - Carlessa Macedo |
| 4º. Lugar               | - Rio Grande do Norte - Cecília Valarini |
| 5º. Lugar               | - São Paulo - Juliana Volpini |
| (TOP 10) Semifinalistas | - Minas Gerais - Rafaella Tinti - Paraná - Elaine Lopes † - Rio de Janeiro - Fernanda Louback - Rio Grande do Sul - Juliana Lopes - Santa Catarina - Vergínia Rosso |

### Prêmio Especial
Somente um título especial foi dado durante o concurso:
| Prêmio        | Estado e Candidata          |
| ------------- | --------------------------- |
| Miss Simpatia | - Ceará - Jacqueline Gaspar |

## Candidatas
Disputaram o título as candidatas:
| - Acre - Gislene Charaba - Alagoas - Danielle Nascimento dos Santos - Amapá - Adriana Raquel de Moura Xavier - Amazonas - Aline Hayashi - Bahia - Acássia Rodrigues Santana - Ceará - Jacqueline Gaspar de Oliveira Carneiro - Distrito Federal - Cynthia Andrade Campelo - Espírito Santo - Franscieli Dulianel - Goiás - Lara Andressa de Brito | - Maranhão - Kátia Correa de Oliveira - Mato Grosso - Allynne Suber Langer - Mato Grosso do Sul - Michelly Karini de Freitas - Minas Gerais - Rafaella Tinti Borja Pinto - Pará - Carlessa Rubicinthia Macedo da Rocha - Paraíba - Mayana Maria Ramos Neiva - Paraná - Elaine Lopes da Silva - Pernambuco - Meyrielle Abrantes Barbosa - Piauí - Elaine Fernandes Silva | - Rio de Janeiro - Fernanda Anchieta Louback - Rio Grande do Norte - Maria Cecília Valarini - Rio Grande do Sul - Juliana Lopes da Luz - Rondônia - Cláudia Roberta Boschilia - Roraima - Karla Patrícia Grizotti - Santa Catarina - Vergínia Rosso - São Paulo - Juliana Emille Volpini - Sergipe - Fabrízia Ramos Santana - Tocantins - Gislaine Rodrigues Ferreira |